# Tepuy Chimantá
Le tepuy Chimantá est un sommet qui culmine à 2 600 mètres d'altitude. Il est situé dans l'État de Bolívar au Venezuela. Il est situé à proximité des tepuys Agparamán et Apácara.